# Sergej Konstantinovič Godunov
Sergej Konstantinovič Godunov (17. července 1929 – 15. července 2023) byl profesorem na Sobolevově matematickém institutu Ruské akademie věd v Novosibirsku.
Godunovova nejvlivnější práce je v oblasti aplikované a numerické matematiky. Má zásadní dopad na vědu a inženýrství, zejména v rozvoji metodik používaných ve výpočetní dynamice tekutin a dalších výpočetních oblastí.
1.–2. května 1997 se na počest Godunova na Michiganské univerzitě konalo sympózium s názvem: Godunovův typ numerických metod. Tyto metody jsou široce používány pro výpočet kontinua procesů dominujících šíření vln. Následující den, 3. května obdržel Godunov čestný titul na Michiganské univerzitě.
Godunovova věta (Godunov, 1959) : Lineární numerická schémata pro řešení parciálních diferenciálních rovnic, které nemají vlastnost vytvářet nové extrémy (monotónní schéma), mohou být přesné maximálně v prvním řádu.
Godunovovo schéma je konzervativní numerické schéma pro řešení parciálních diferenciálních rovnic. V této metodě jsou konzervativní proměnné považovány za konstantní po částech přes pletivo buněk při každém kroku a časový vývoj je určen přesným řešením Riemannova problému v interbuněčných hranicích.

## Vzdělání
- 1946–1951 – Katedra mechaniky a matematiky Moskevské státní univerzity.
- 1951 – Diplom (M. S.) na Moskevské státní univerzitě.
- 1954 – Kandidát fyzikálních a matematických věd (Ph.D.).
- 1965 – Doktor fyzikálních a matematických Věd (D. Sc.).
- 1976 – dopisujícím členem Akademie věd SSSR.
- 1994 – Člen Ruské akademie věd (akademik).
- 1997 – Čestný profesor na University of Michigan (Ann Arbor, USA).

## Ocenění
- 1959 – Leninova cena.
- 1972 – Cena A. N. Krylova Akademie věd SSSR.
- 1993 – Cena M. A. Lavrentěva Ruské akademie věd.

## Dílo
- Godunov, Sergej K. (1954), Ph.D. Disertační práce: diferenční metody pro rázové vlny, Moskevská státní univerzita.
- Godunov, S. K. (1959), Diferenční schéma pro numerické řešení nespojitého řešení hydrodynamických rovnic. Matematičeskij sbornik, 47, 271-306, přel. US Joint Publ. Res. Service, JPRS 7225 Nov. 29, 1960.
- Godunov, Sergej K. a Romenskii, Evgenii I. (2003) Elementy mechaniky kontinua a zákony zachování. Springer, ISBN 0-306-47735-1.
- Hirsch, C. (1990), Numerické výpočty a vnitřní a vnější toky, 2 svazky, Wiley.